# Eric Hjalmar Hagberg
Eric Hjalmar Hagberg, född 12 augusti 1816 i Stockholm, död där 22 december 1892, var en svensk militär.
Eric Hjalmar Hagberg var son till pastor primarius Carl Peter Hagberg och Erika Dorotea Hising. Han blev officer 1834, var lärare vid Gymnastiska Centralinstitutet 1841–1850, blev kapten vid Upplands regemente 1849, major vid Bohusläns regemente 1859, överstelöjtnant vid Värmlands regemente 1864 och var överste och chef för Västgöta regemente 1868–1872. Hagberg blev riddare av Svärdsorden 1861 och kommendör (av första klassen) av samma orden 1872. Han vilar på Norra begravningsplatsen utanför Stockholm.